# エスター・マッコイ
エスター・マッコイ（Esther McCoy、1904年11月18日 - 1989年12月30日）は、カリフォルニアのモダニズム建築に光を当てた文筆家、建築史家。

## 出自と学歴
アーカンソー州ホラティオに生まれ、カンザス州で育つ。セントラル・カレッジ・フォー・ウーマン、ミズーリ州レキシントンのプレパラトリー・スクール、ベーカー大学、アーカンザス大学、セントルイス・ワシントン大学を経て、ミシガン大学に入る。1925年にミシガン大学を出て、1926年からニューヨークに住み文筆業に身を投じる。

## フィクション
1929年、マッコイはフィクション作品を発表し始める。彼女の作品は大学の季刊誌以外の主なところでは、ザ・ニューヨーカー、ハーパース・バザーといった雑誌に掲載された。1924年には、マッコイは、作家セオドア・ドライサーと出会っており、10年以上にもわたって彼のために調査研究を請け負った。彼女はニューヨーク在住の間、小説や短編、映画の脚本などを執筆し、1932年にロサンゼルスに移る。建築に関する主な論説は、1945年に最初のものが発表されているが、1960年代に入るまでフィクション作品の執筆を続けている。

## 建築に関する論説
1950年から、死去する1989年に至るまで、マッコイはジョン・エンテンザがロサンゼルスを拠点として出版していた雑誌「アーツ・アンド・アーキテクチュア（A＆A)」をはじめ、「アーキテクチャー・フォーラム」、「アーキテクチュラル・レコード」、「プログレッシブ・アーキテクチャー」、さらには「L'Architectura and Lotus」といったヨーロッパの雑誌にもしばしば寄稿した。また、ロサンゼルス・タイムズやロサンゼルス・ヘラルド・イグザミナーといった新聞にも論説を寄せている。
彼女が主筆となった最初の出版物は、1960年の「カリフォルニアの5人の建築家（Five California Architects）」である。この作品によりマッコイは、チャールズ・アンド・ヘンリー・グリーン（グリーン・アンド・グリーン）、アービング・ギル、バーナード・メイベック、そしてロサンゼルスを拠点としたオーストリア出身のルドルフ・シンドラーの5人に焦点を絞り、カリフォルニアにおいて先駆的なモダニズム建築を手がけた建築家たちについて、広く世の中に知らしめたのである。この本に続き、マッコイは、シンドラーの友人で同じく移民であるリチャード・ノイトラや、クレイグ・エルウッドといった、A&A誌がスポンサーとなったケース・スタディ・ハウスに参加したその他の建築家たちも紹介している。
同じころ彼女は、数々の展覧会、特にカリフォルニアのモダニズム建築を紹介する多くの展覧会でカタログの執筆を行う。南カリフォルニア大学やUCLAで講義を行い、リチャード・ノイトラの手になる文書をまとめ、目録としてUCLAのアーカイブに納めた。
カリフォルニアでの仕事としては、1950年代、1960年代にわたり、幾度かイタリアを旅して、イタリアの建築家について広範に執筆を行っており、ロサンゼルス郡美術館（Los Angeles County Museum of Art）で開かれた「イタリアの10人の建築家」と題された展覧会において、キュレーターを務めた。こうした、イタリア建築に関する研究、執筆が評価され、1960年イタリア政府からイタリア連帯の星勲章を受勲した。
マッコイの最後の仕事は、ロサンゼルス現代美術館で開催されたケース・スタディ・ハウスについての展覧会のカタログに寄せたエッセイであったが、1889年、この展覧会の開催を見ることなくサンタモニカで息を引き取った。
彼女の遺した膨大な文献、スライド、写真の数々は、スミソニアン博物館のThe Archives of American Artに納められている。

## 著作
- Five California Architects  (1960年 ISBN 9780275717209)
- Richard Neutra　（1960年）
- Modern California Houses: Case Study Houses　（Case Study Houses 1945-1962 として1978年再版。ISBN 9780912158716）
- Craig Ellwood: Architecture (California Architecture and Architects) 　（ISBN 9780940512023）
- Vienna to Los Angeles: Two Journeys　（1979年 ISBN 9780931228018）
- The Second Generation（1984年　ISBN 9780879051198）